# Auraiya
Auraiya är en stad i den indiska delstaten Uttar Pradesh, och är administrativ huvudort för distriktet Auraiya. Staden hade 87 736 invånare vid folkräkningen 2011, med förorter 99 674 invånare.